# 山口実香
山口 実香（やまぐち みか、1989年11月2日 - ）は、日本のタレント、リポーターである。舞夢プロ所属。

## 人物・略歴
- 三重県名張市出身で、血液型はB型。
- 身長158cm。スリーサイズは、B84cm/W56cm/H86cm。足のサイズは23cm。
- 趣味は、競馬観戦、テニス、DVD鑑賞、ラーメン屋巡り、温泉。
- 特技は、テニス、ものまね、変顔
- 服部半蔵と並ぶ伊賀忍者「百地三太夫」の末裔と自称している。実家には忍者屋敷のような仕掛けがあったという。(俺達かまいたち2014.11.15放送回より)
- 2019年（令和元年）5月1日、ブログにて一般男性との入籍を発表した。
- 2020年7月4日放送分「おとな旅あるき旅」の番組中で、第一子の妊娠を発表。同年10月、自身のSNSにて第一子男児出産を発表した。
- 2022年8月30日、自身のinstagramにて第二子の妊娠を発表した。

## 出演

### テレビ
- 温泉女子（東名阪ネット6・岐阜放送）
- おはよう朝日土曜日です（ABCテレビ）
- 発見たまご!ころころコロンブス（関西テレビ） - 準レギュラー。
- おとな旅あるき旅（テレビ大阪） - 準レギュラー。
- ココらぼR（J:COM、2017年10月 - 2022年5月）- ガイド役、レギュラー出演。番組内では「ぐちみか」と呼ばれていた。2020年5月から2022年4月までの間はコロナ禍及び産前産後休暇のため、2度のリモート出演のみだった。最終回にて2年ぶりに登場した。

### ラジオ
- 俺達かまいたち（ABCラジオ）